# Calypogeia neesiana
Calypogeia neesiana là một loài rêu tản trong họ Calypogeiaceae. Loài này được (C. Massal. & Carestia) K. Müller miêu tả khoa học lần đầu tiên năm 1905.

## Hình ảnh

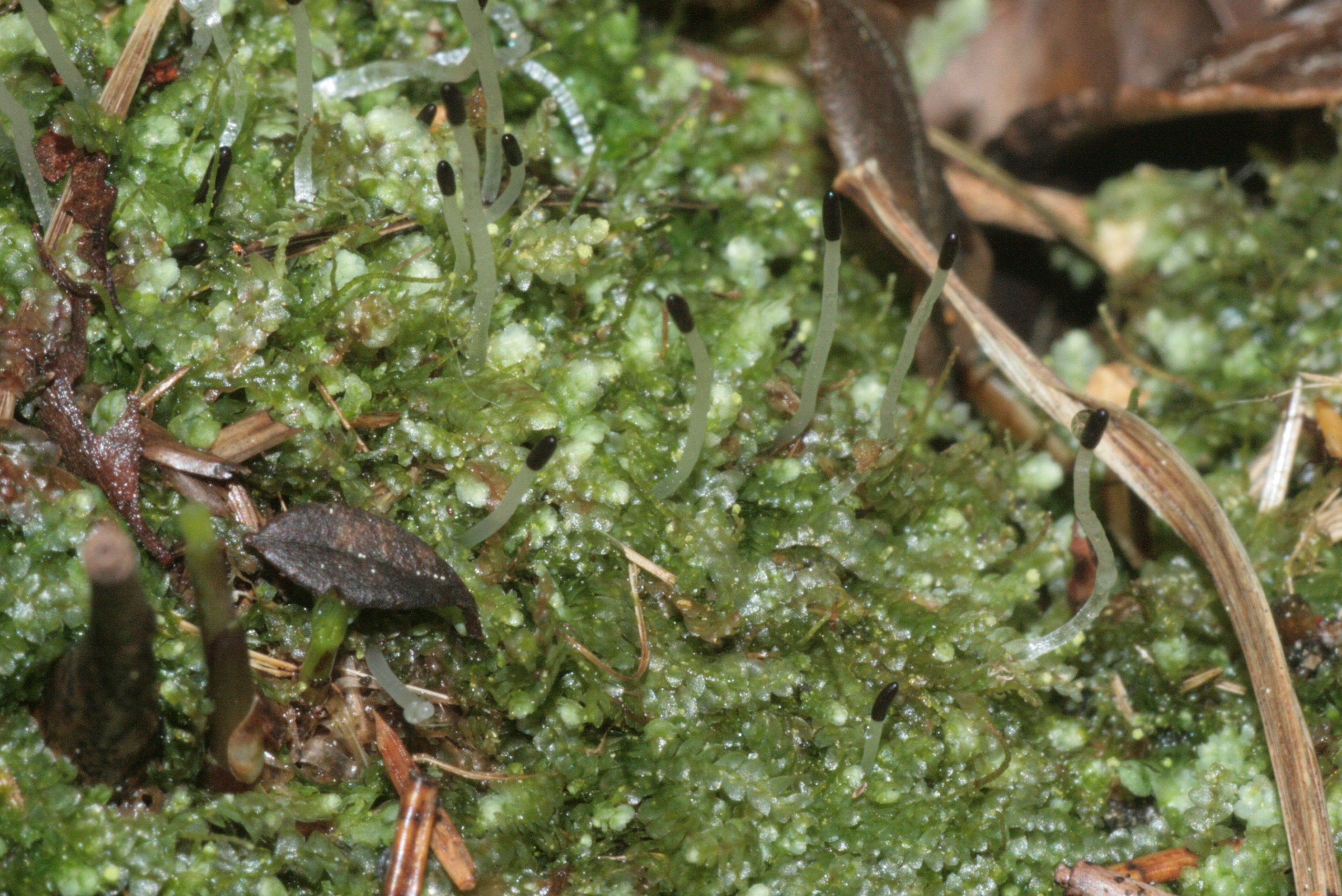
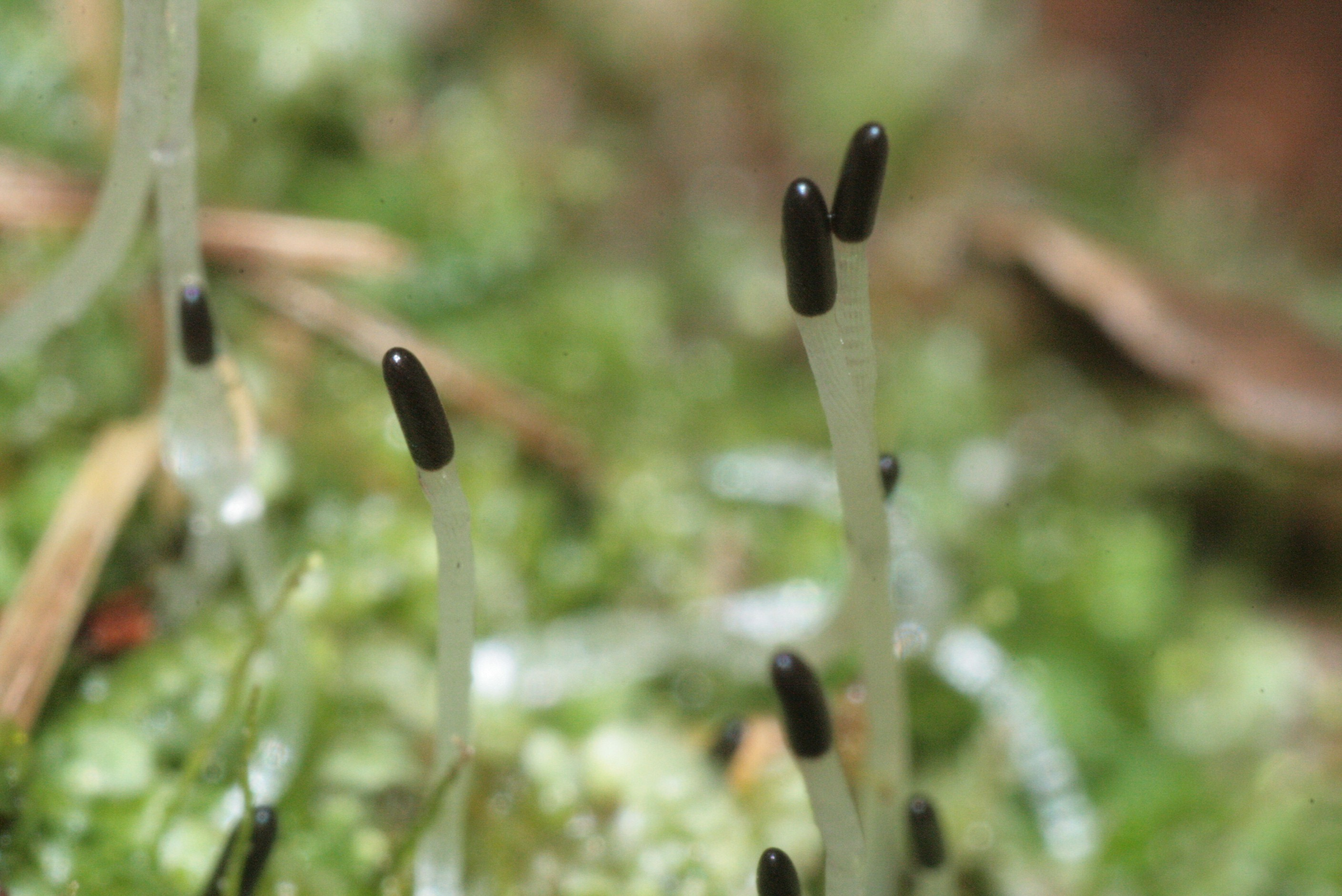
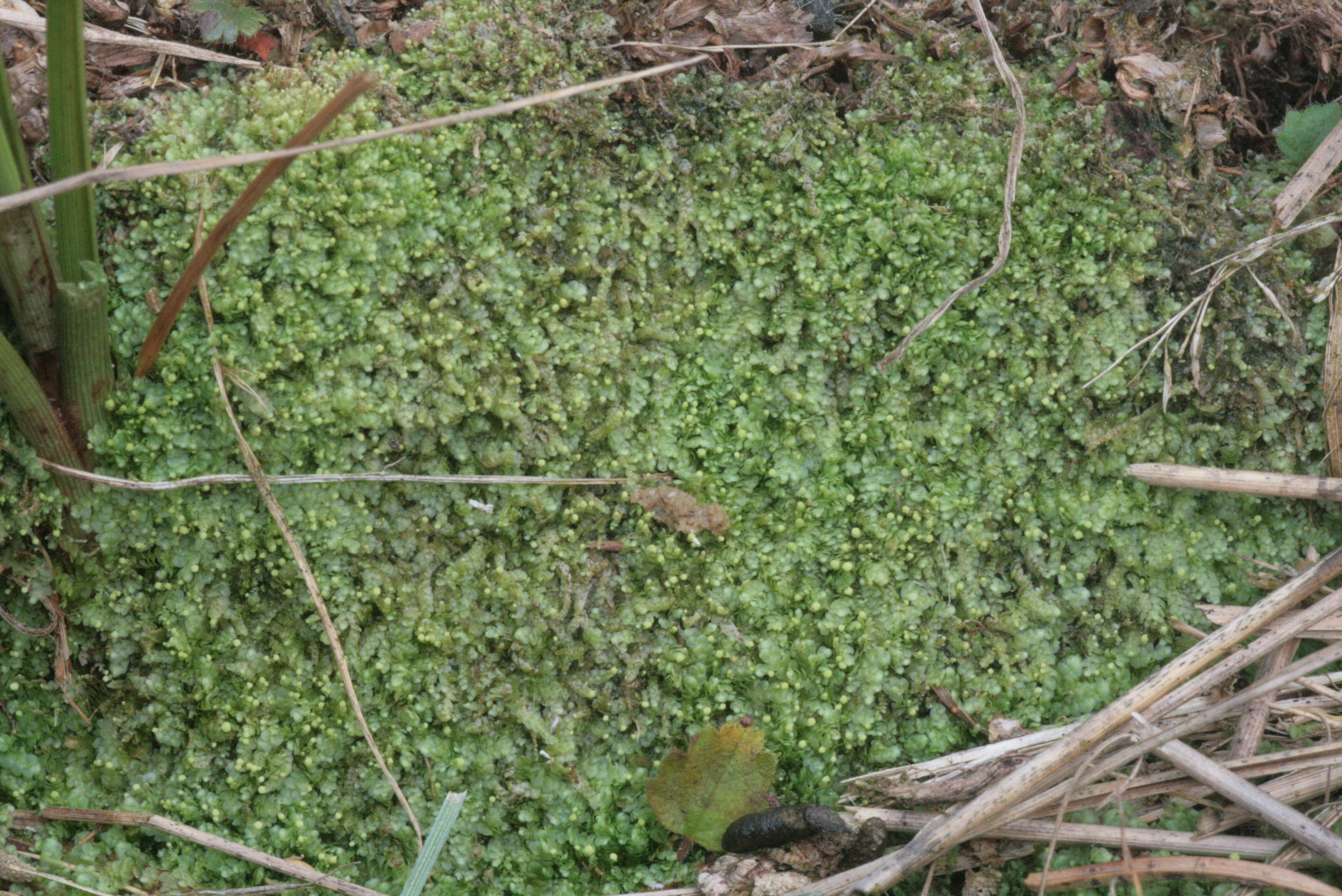
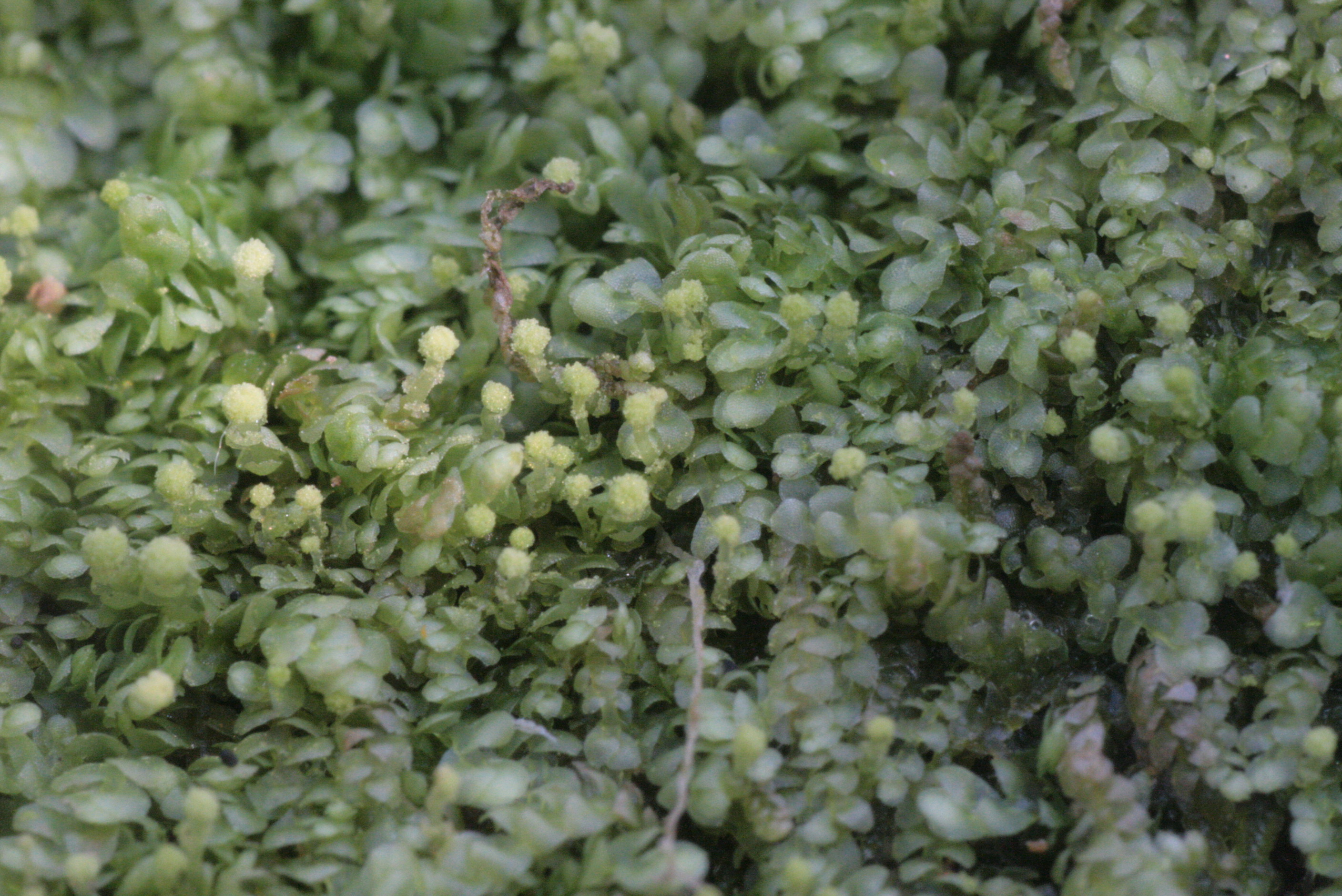